# Pointe Marsolle
La pointe Marsolle est un cap de Guadeloupe situé à Bouillante en Basse-Terre.
Avec la pointe de l'Ermitage qui lui fait face, elle forme les anses de Bouillante et de Marsolle.

## Histoire
La pointe et l'anse portent le nom de Jacques Marsolles, marguillier de l'église en 1686. 